# The Basil Brush Show

Basílio Pincel (título em Portugal) ou O Show de Basil (título no Brasil) é uma série de TV britânica que é exibida no Brasil pelo canal Boomerang, dublado, e em Portugal pela RTP 2, na versão original com legendas em português. 

## Sinopse
Basil é uma raposa falante especialista em piadas sem graça, e ele mora num apartamento com seu amigo Stephen, e os sobrinhos de Stephen: Molly e Dave. Todas as personagens são divertidas, e quando rola algum problema elas vão ao Café do Anil, cujo dono é Anil o amigo deles e a garçonete, Índia. Lá, eles só servem pratos horríveis, como: Coruja Assada, Suco de Areia, Minhoca Frita, etc.
E as vezes aparecem as amigas do pessoal, Srta. Madison e Srta. Ella. Ella é segunda maior paixão de Stephen, que não se dá muito bem com o pai dela que pouco aparece na série. Dave faz de tudo para ganhar dinheiro e em alguns episódios fez do apartamento deles um hotel, um zoológico, etc. É claro que ninguém come nada no "Café do Anil". Em alguns episódios da série, aparece o ladrão primo de Basil, Mortimer e o desprezível sobrinho de Basil, Bingo.

## Perfil dos Personagens
- Stephen (português brasileiro) ou Estêvão (português europeu): Tio de Molly e Dave e amigo de Basil, vive sendo sacaneado por todos por causa de sua enorme cabeça. Tem 3 paixões: Amanda (1ª temporada, aparece pouco), Ella (2ª temporada) e Madison (3ª e 4ª temporadas). Se diz mágico, mas, na verdade, só faz truques sem graça.
- Dave (português brasileiro) ou David (português europeu): Sobrinho de Stephen, faz de tudo para ganhar dinheiro. Irmão de Molly, ela é muito inteligente na escola e ele, o menos aplicado.
- Molly (português brasileiro) ou Mónica (português europeu): Adora bebês e animais, menos Bingo. Inconsolável com as atitudes da família, nunca termina um episódio com ela toda confiante. A mais inteligente na escola, e às vezes tem vários problemas pessoais.
- Basil (português brasileiro) ou Basílio (português europeu): Uma raposa falante que só faz piadas sem graça. Admira a inteligência de Dave, para ganhar dinheiro. Ele mesmo em situações desagradáveis, faz O Show de Basil ficar mais engraçado, fazendo piadas.
- Índia: Garçonete do Café do Anil, cantora e dançarina. É confusa com o que as pessoas pedem lá para comer.
- Anil (português brasileiro) ou Amilcar (português europeu): Reza para a Vigilância Sanitária não vir ao café dele. É engraçado e às vezes faz piadas deixando Basil sem graça.
- Madison: Amiga da família Brush (Basil Brush) mora no apartamento de cima, e sempre convence Basil e Stephen do que ela sempre quer. Ela quase sempre tem uma solução para os problemas dessa família maluca.
- Ella: Tem sempre solução para os problemas da Molly. O pai dela compra um apartamento do lado do apartamento do Basil e Stephen não parece se agradar com ele mais com a Srta. Ella. Joga muito bem futebol, e não suporta trapaças.
- Mortimer: Ladrão e primo de Basil. Odeia Basil. Adora incriminá-lo. É apaixonado por Madison.
- Bingo - Insuportável. No começo todos o acham uma gracinha, mas com o tempo passaram a odiá-lo. Ele conquistou antes toda aquela gente com sua carinha fofa.
- Lucy: Sobrinha de Anil, escravizada por esse. Após um escândalo de Madison passa a morar com Brasil. Lucy faz concorrências financeiras com Dave e é muito inteligente para uma criança.
- Liam: Primo de Stephen. Contratado por Basil para substituí-lo após este ir para Hollywood fazer uma barraca de lanches. Um pouco mais inteligente que Stephen porem também bastante sacaneado.

## Episódios
| Séries | Séries | Episódios | Transmissão original | Premiere               | 'Finale                 |
| ------ | ------ | --------- | -------------------- | ---------------------- | ----------------------- |
|        | 1      | 13        | 2002                 | 4 de outubro de 2002   | 27 de dezembro de 2002  |
|        | 2      | 13        | 2003–2004            | 21 de novembro de 2003 | 13 de fevereiro de 2004 |
|        | 3      | 13        | 2004                 | 3 de setembro de 2004  | 23 de dezembro de 2004  |
|        | 4      | 14        | 2005                 | 2 de setembro de 2005  | 21 de dezembro de 2005  |
|        | 5      | 13        | 2006                 | 15 de setembro de 2006 | 7 de dezembro de 2006   |
|        | 6      | 13        | 2007                 | 7 de setembro de 2007  | 21 de dezembro de 2007  |